# Theopropus
Theopropus es un género de mantis de la familia Hymenopodidae. Tiene tres especies:

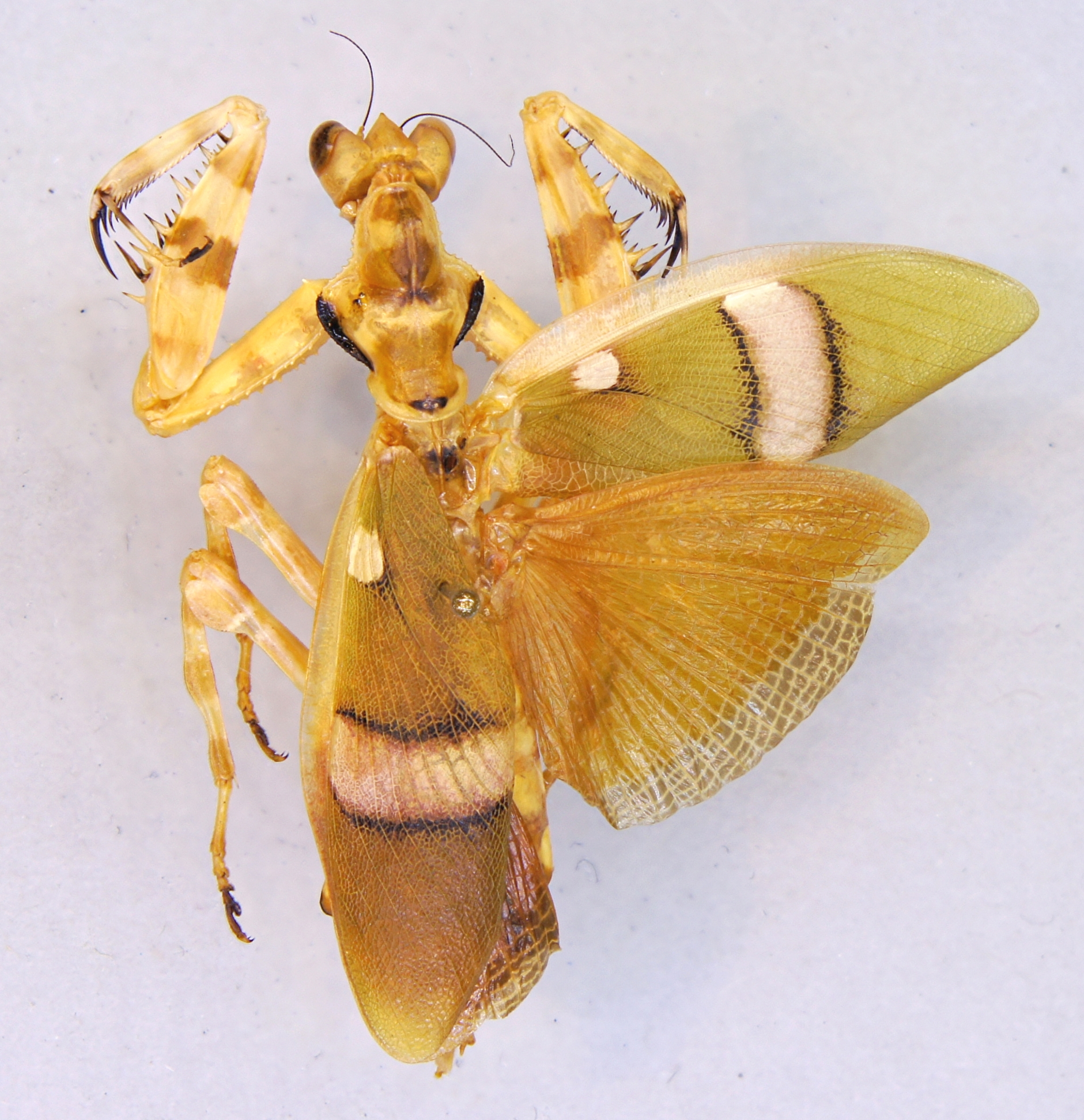
Theopropus elegans

- Theopropus borneensis
- Theopropus cattulus
- Theopropus elegans